# Жмаев, Иван Романович
Ива́н Рома́нович Жма́ев (1743 год, Тамбов — 1807 год, Пермь) — пермский купец 1-й гильдии, меценат, городской голова в 1802—1805 годах.
Иван Романович Жмаев родился в Тамбове в 1743 году. В 1794 году он переехал в Пермскую губернию и работал управляющим Невьянскими заводами П. С. Яковлева. В 1795 году переехал в Пермь. 15(27) мая 1800 года Жмаев приступил к строительству в Перми каменного Гостиного двора. Ему принадлежало 11 из 60 лавок Гостиного двора, 15 соляных лавок с амбарами, 6 тысяч десятин (около 65,5 км2) земли в Осинском уезде. В 1805 году состояние Жмаева оценивалось в 86600 рублей.
На углу Сибирской и Петропавловской улиц в Перми он построил одноэтажный каменный дом с беседками, садом и оранжереей. В 1842 году дом был приобретён Дмитрием Емельяновичем Смышляевым. Во время знаменитого пожара 1842 года здание сильно пострадало, но затем был восстановлено с сохранением архитектурных особенностей, был надстроен второй этаж. Сейчас здание известно как Дом Смышляева — там располагается Пермская городская библиотека имени Пушкина.
Иван Романович сделал крупные пожертвования на строительство Пермской духовной семинарии и каменного здания больницы для бедных. В 1803 году, по представлению губернатора Карла Фёдоровича Модераха, ему был пожалован чин коллежского асессора, дававший право на потомственное дворянство. В 1799 году Жмаев был избран бургомистром, а с 18(30) октября 1802 года по 1805 год он занимал должность городского головы Перми.
Младшая дочь Жмаева, Мария, в 1801 году вышла замуж за пермского губернского казначея Дмитрия Васильевича Дягилева. Их правнук, Сергей Павлович Дягилев (1872—1929) стал известен как театральный и художественный деятель.